# بيتر فان أويين
بيتر فان أويين (بالهولندية: Peter van Ooijen) (16 فبراير 1992 بسيرتوخيمبوس في هولندا - ) هو لاعب كرة قدم هولندي في مركز الوسط. لعب مع غو أهد إيغلز ونادي آيندهوفن وهيراكليس ألميلو وJong PSV ‏.

## وصلات خارجية
- بيتر فان أويين على موقع قاعدة بيانات كرة القدم.إي يو (الإنجليزية)
- بيتر فان أويين على موقع عالم كرة القدم.نت (الإنجليزية)
- بيتر فان أويين على موقع AS.com (الإسبانية)